# دومينيك إديسون
دومينيك إديسون (بالإنجليزية: Dominique Edison)‏ هو لاعب كرة قدم أمريكية أمريكي، ولد في 16 يوليو 1986 في سان أوغسطين في الولايات المتحدة.

## وصلات خارجية
- دومينيك إديسون على موقع مرجع كرة القدم المحترفة.كوم (الإنجليزية)